# Angelo Cerica
Angelo Cerica (Alatri, 30 de setembro de 1885 – Roma, 11 de abril de 1961) foi um general e político italiano.

## Biografia
Nasceu em Alatri, sendo filho de Pietro Felice e Luisa Villa. Frequentou o Liceu Conti Gentili em sua cidade natal, e seguiu para a Academia Militar após terminar os estudos. Em setembro de 1906, foi comissionado Segundo-tenente, se juntando ao 74º Regimento de Infantaria, e sendo promovido a Primeiro-tenente em junho de 1909. Foi transferido a Carabinieri em 1912, participando da Primeira Guerra Mundial, alcançando a patente de Capitão em outubro de 1916. Em setembro de 1920, foi promovido a Major, seguindo ao posto de Tenente-coronel em fevereiro de 1927. Durante a Segunda Guerra Ítalo-Etíope, foi apontado Comandante da Legião da Carabinieri em Asmara, mantendo o cargo de setembro de 1936 a junho de 1939, quando foi promovido a Coronel. Por mérito excepcional, recebeu a patente de General de brigada, se tornando Comandante da Carabinieri na África Oriental Italiana. Serviu no mesmo posto na Líbia Italiana, de julho de 1940 a fevereiro de 1941. Cerica retornou a Itália, alcançando a patente de General de divisão em 22 de junho de 1942, e sendo designado comandante do 4º Destacamento da Carabinieri Podgora.

### Golpe anti-Mussolini
O General Azolino Hazon, Comandante da Arma dos Carabineiros, foi assassinado num bombardeio em 19 de julho de 1943. Cerica foi chamado para substitui-lo, assumindo formalmente no dia 23 do mesmo mês. Ele foi aprovado pelo General Vittorio Ambrosio, depois que teve a certeza que colaboraria com a facção anti-Benito Mussolini, com os membros planejando depor o Duce. Cerica organizou a prisão de Mussolini após a intervenção do Rei Vítor Emanuel III da Itália na Villa Savoia, no dia 25 de julho, direcionou suas forças para impedir tumultos na capital. Ele foi promovido a General de corpo de exército em 8 de agosto.

### Anos posteriores
Em 9 de setembro, um dia após a Proclamação de Badoglio, que levou a invasão alemã da Itália, Cerica liderou um batalhão de cadetes na batalha de Via Ostiense, e foi derrotado. Procurado pelas autoridades de ocupação, se escondeu e 11 de setembro, e se juntou a uma unidade de partisans em Abruzos. Ele participou das atividades de libertação da área. Posteriormente, Cerica chefiou um departamento no Estado-Maior do Exército Co-Beligerante italiano até o fim da guerra. Ele então comandou as forças militares na Emília-Romanha por um mês, deixando o cargo em junho de 1945.
Cerica serviu como Presidente do Supremo Tribunal Militar de maio de 1947 a setembro de 1951. Ele também foi membro do Senado pelo Partido da Democracia Cristã na Primeira, Segunda e Terceira Legislaturas do Parlamento.